# Petra Csecsei
Petra Csecsei (* 1975) ist eine deutsche Schauspielerin.

## Leben
Petra Csecsei ist vor allem in Fernsehfilmen und -serien aufgetreten. Am bekanntesten ist sie für ihre Rolle in der ZDF-Seifenoper Jede Menge Leben, in der sie zehn Jahre lang in über 300 Folgen die Jenny Wischnewski verkörperte. Weitere Serien, in denen sie mitwirkte, waren Die Wache, Alarm für Cobra 11 – Die Autobahnpolizei oder Mit einem Bein im Grab.

## Filmografie
- 1995–2005: Jede Menge Leben (Fernsehserie, 328 Folgen)
- 1996–1997: T.V. Kaiser (Fernsehserie, 2 Folgen)
- 1998: Mit einem Bein im Grab (Fernsehserie, Folge Nichts geht mehr)
- 1998: Silvias Bauch
- 1998: SOKO München (Fernsehserie, 1 Folge)
- 1998: Alarm für Cobra 11 – Die Autobahnpolizei (Fernsehserie, 1 Folge)
- 1999: Latin Lover
- 1999–2001: Die Wache (Fernsehserie, 2 Folgen)
- 2000: Stadtklinik (Fernsehserie, 1 Folge)
- 2000: Die Motorrad-Cops – Hart am Limit (Fernsehserie, 1 Folge)
- 2000: Das Amt (Fernsehserie, 1 Folge)